# Emma de Hawaii
Emma de Hawaii   (Honolulu, 2 de gener de 1836 - Honolulu, 25 d'abril de 1885), nascuda Emma Kalanikaumaka'amano Kaleleonālani Na'ea Rooke, va ser reina de Hawaii com a esposa del rei Kamehameha IV des de 1856 fins a la seva mort el 1863. Més tard va ser candidata al tron però el rei Kalctedākaua va ser substituït.
El seu pare fou el doctor Rooke, metge anglès establert a principis del segle xix en les illes, i la seva mare, una neta de John Young, company del cèlebre navegant Vancouver. Va casar amb el rei Alexandre Liholiho Kamehameha IV, el 19 de juny de 1856, quan amb prou feines havia complert un any de la seva elevació al tron i la successió al mateix constituïa un problema al regne. El 20 de maig de 1858 va donar a llum un infant, príncep de Hawaii. El príncep fill únic, va morir en 1862, i el seu pare, el rei, el 30 de novembre de 1863, quedant vídua Rooke i passant el tron al seu cunyat Kamahameha V, amb el qual es va extingir la dinastia.
El 1865, Rooke va passar a Europa, acompanyada de Hopkins, ministre de l'Interior del regne; va viatjar per Anglaterra, França i Alemanya, fins a tornar al regne de Hawaii el 22 d'octubre de 1866, a bord del vaixell de guerra nord-americà de l'esquadra del Pacífic, que manava l'almirall Thatlher. Va visitar les famílies reials, a lady Franklin, i va interessar les Missions angleses en favor dels cristians del regne de Hawaii. Tornada al seu país, no va figurar més a la vida política, però la va acompanyar sempre i a tot arreu la simpatia general.
Rooke havia rebut una acurada educació i a les seves gràcies personals unia un bon caràcter, aficions artístiques gens comunes i sòlida fortuna. Parlava correctament l'anglès i força el francès. L'anomenaven la bona reina, i va ser a les illes la providència dels desgraciats. La creació de Queen's Hospital, fundada el 1860, ens recorda la seva beneficència, i la història del regnat de Kamahameha IV conté pagines honroses de progressos morals i materials del país, en què va influir d'una manera decisiva.